# Psalm 136
Psalm 136 (135 wg układu greckiego) określany jest w liturgii żydowskiej jako Hallel HaGadol, (Wielki Hallel, lub Wielka Pochwała). Wylicza wielkie dzieła Boga w akcie stworzenia oraz w historii Narodu Wybranego. Ps 136 ma układ litanijny z refrenem powtarzanym przez zgromadzenie wysławiającym wieczną i niezmienną miłość Boga.

## Struktura
Psalm 136 posiada strukturę litanijną - każdy werset ma wspólny refren. Przy wmurowaniu kamienia węgielnego Drugiej Świątyni kapłani i lewici śpiewali Bogu pieśni uwielbienia akcentujące dobroć i łaskę Boga nad Izraelem. Lud natomiast odpowiadał w okrzykach radości. (Ezd 3,11) Psalm jest ułożony w osiemnastu pierwszych wersetach w dobrze oznaczone grupy po trzy wersety, po których następują dwie grupy po cztery wersety. Wersety 17 - 22 pozostają w ścisłej relacji z Psalmem 135. Wyjątek stanowi werset 25 w którym nie zauważa się żadnej analogii do Psalmu 135.

## Treść
Po zachęcie do wychwalania Boga przedstawione są wybrane elementy z historii stworzenia. Bóg ukazał miłość względem całego wszechświata w pierwszej kolejności już poprzez samo dzieło stworzenia. Kolejne wersety pokazują interwencję Boga w historię narodu wybranego począwszy od dziesiątej plagi. Bóg poraził pierworodnych, wyprowadził swój lud z Egiptu, ratował go na morzu rozdzielając wody i pokonując wielkich przeciwników - Sichona, króla Amorytów i Oga, króla Baszanu. Psalm pokazuje miłość Boga podarowującego swojemu ludowi Ziemią Obiecaną jako dziedzictwo. Niekiedy ludzie dalej doznawali trudów, jednak Bóg zawsze ratował ich przed wrogami. Końcowa część psalmu pokazuje iż Bóg daje pokarm wszelkiemu stworzeniu. To przejście od konkretnych wydarzeń z historii ludu Bożego na poziom ogólny, pokazuje iż miłość i miłosierdzie Boga rozciąga się na cały świat i wszystkich ludzi. Ostatni werset psalmu ma charakter dziękczynny.

## Egzegeza
Ps 136 jest wezwaniem do sławienia łaskawości Boga w odniesieniu do dzieła stworzenia i historii narodu wybranego. Przytoczone w psalmie wydarzenia są przykładami interwencji Boga w historii ludzkości. Pokazują to, co Bóg zdziałał niezależnie od zasług człowieka, a wyłącznie ze względu na swoją łaskę, miłosierdzie i miłość. Nie jest istotnym czy ludzie zasłużyli sobie u Boga na te akty ratunku, czy też nie. Łaska Boga jest ponad tym wszystkim, a Jego miłość jest doskonała i niczym niezachwiana. Wśród wydarzeń pominięte zostaje nadanie prawa na górze Synaj. Było ono niewątpliwie przejawem miłości Boga względem człowieka, jednak składa się ono z wielu obowiązków, warunków i oczekiwań do przestrzegania. Dla wielu ludzi nie byłby to wyraźny przykład miłości Boga. Z Ps 136 da się odczytać potrójną rolę Syna Bożego. Jest on Mądrością stwarzającą wszechświat, jest Zwycięzcą śmierci i szatana, przez Niego nowa Ziemia Obiecana staje się dostępna dla ludzi.